# Grandlup-et-Fay
Grandlup-et-Fay é uma comuna francesa na região administrativa de Altos da França, no departamento de Aisne. Estende-se por uma área de 20,3 km². Em 2010 a comuna tinha 304 habitantes (densidade: 15 hab./km²).